# Международный доллар
Международный доллар (обозначается Int'l$., Intl$., Int$), также известен как доллар Гири-Хамиса (англ. Geary–Khamis dollar, обозначается G-K$ или GK$) — условная расчётная денежная единица, применяемая при сравнении макроэкономических показателей разных стран мира.
Международный доллар вычисляется делением единицы валюты соответствующей страны на расчётный показатель паритета покупательной способности, которую доллар США имел внутри США в оговорённое время. Обычно эталоном выступает 1990 или 2000 годы.
Основой такого подхода служит концепция взаимосвязи паритетов покупательной способности валют и международных средних цен на предметы потребления. Расчёт показывает сопоставимые цены на внутреннем рынке страны. Это используется, чтобы сделать сравнения как между странами, так и внутри одной страны через какой-то промежуток времени. Например, сравнивать ВВП на душу населения различных стран в международных долларах более адекватно, чем просто на основании обменных курсов. Этот показатель лучше приспособлен, чтобы сравнить уровни жизни разных стран.
Система была предложена Роем Гири (англ. Roy Geary) в 1958 году и получила дальнейшее развитие у Салема Хамиса (англ. Salem Khamis) в 1970—1972 годах.
В настоящее время система используется международными организациями (такими как Всемирный банк, МВФ) в их статистических отчётах.